# Allarmont
 Allarmont  es una población y comuna francesa, en la región de Lorena, departamento de Vosgos, en el distrito de Saint-Dié-des-Vosges y cantón de Saint-Dié-des-Vosges-Est.

## Demografía
| 338 | 317 | 265 | 206 | 246 | 271 |
| Para los censos de 1962 a 1999 la población legal corresponde a la población sin duplicidades (Fuente: INSEE [Consultar]) |     |     |     |     |     |